# Anna Mae Routledge
 (mars 2021).
Si vous disposez d'ouvrages ou d'articles de référence ou si vous connaissez des sites web de qualité traitant du thème abordé ici, merci de compléter l'article en donnant les références utiles à sa vérifiabilité et en les liant à la section « Notes et références ».
Pour les articles homonymes, voir Routledge.
Anna Mae Routledge, née Anna Mae Wills, est une actrice canadienne née le 31 mars 1982 à  Berlin, Allemagne,.

## Filmographie

### Cinéma
- 2009 : 2012 :Une officier navale
- 2009 : Cole : Dana
- 2009 : I Love You, Beth Cooper : Patty Keck
- 2009 : Personal Effects : Goth
- 2010 : Amazon Falls : Li
- 2010 : Stained : Janna

### Courts-métrages
- 2006 : Heather's Prom
- 2007 : Baltimore
- 2010 : Cat vs. Man

### Télévision

#### Séries télévisées
- 2007 : Intelligence : Dancer
- 2008 : All the Comforts : Suzie
- 2008 : Enquêteur malgré lui : Jeune Femme
- 2008 : Supernatural : Museum Guide
- 2008 : The Guard : Police maritime : Oxana
- 2009 : Harper's Island : Kelly Seaver
- 2009 : Smallville : Leslie Willis / Livewire
- 2010 : Life Unexpected : Salesgirl
- 2013 : The Killing : Skanky Girl[1]

#### Téléfilms
- 2009 : A Dog Named Christmas : Lucille McCray
- 2010 : 16 vœux : Celeste
- 2010 : Tempête de météorites : Lieutenant Gray
- 2010 : The Cult : Nicole
- 2011 : A Mile in His Shoes : Laney
- 2011 : Kits : Kelsey
- 2013 : The Carpenter's Miracle : Alice
- 2013 : Tom, Dick & Harriet : Tania